# Dan Mizrahi
Dan Mizrahi, alternativ Dan Mizrahy, (n. 28 februarie 1926, București – d. 25 februarie 2010, București) a fost un pianist român.

## Biografie
S-a născut la București ca unul din cei doi copii ai lui Moscu Mizrahi, descendent al unei vechi familii de evrei sefarzi și al Henriettei născută în familia așkenază  Schoenfeld. Bunicii din partea tatei erau ceasornicarul Avram Mizrahi, născut la Varna și stabilit din copilărie la București, și Lucia Sara. Tatăl a fost un veteran  al armatei române din primul război mondial. 

Dan Mizrahy a studiat pianul de la 4 ani. La 9 ani a intrat, cu dispensă de vârstă, la Academia de Muzică din București, ca student al Aureliei Cionca; printre profesorii săi s-au numărat Mihail Andricu și Faust Nicolescu.
În 1941 a fost exmatriculat ca urmare a promulgării legislației rasiale și a luat drumul pribegiei. În martie 1941, doar cu un rucsac în spinare, la 15 ani, a emigrat în Palestina, unde a fost repartizat într-o școală de agricultură, la grădinărit. A avut șansa ca la o serbare care avea loc în incinta școlii, la puține săptămâni după sosire, să pună mâna pe acordeon să cânte și să fie remarcat, astfel că, în toamna acelui an, este admis la Academia de muzică din Ierusalim, unde studiază pianul, pedagogia, formele, armonia, istoria muzicii, sub îndrumarea lui Alfred Schroeder, asistent al pianistului Artur Schnabel . A absolvit în 1944, iar în 1945 a susținut examenele pentru bacalaureatul britanic.
În toamna anului 1945 s-a repatriat în România. I s-au echivalat studiile din Palestina, a urmat Academia din București, absolvind în 1948 cu media 10. A efectuat studii particulare de compoziție cu Mihail Jora. Din 1946 și-a început cariera solistică, iar din 1949 și pe cea de profesor de pian (la actualul Liceu „Dinu Lipatti”).
În timpul regimului comunist, în perioada 1951-1953, a fost arestat pentru „reeducare”. A fost ținut la arest timp de trei ani, fără a fi judecat pentru vreo vină și fără a fi condamnat. Peste 400 de zile și le-a petrecut în celule situate sub pământ. La 30 ianuarie 1954 și-a reluat activitatea concertistică, sub bagheta lui Sergiu Comissiona. La sfârșitul aceluiași an a cântat pentru prima oară în România lucrări de George Gershwin.

## Activitate
Dan Mizrahi a fost membru de onoare al Uniunii Interpreților, Coregrafilor și Criticilor Muzicali, iar în 1997 deținător al Premiului Criticii Muzicale „Mihail Jora”. De asemenea, a fost membru al Uniunii Compozitorilor și Muzicologilor.
Din anii '60, Mizrahi a abordat compoziția, cu precădere în genurile vocale - romanță, lied, cor sau muzică ușoară; în acest domeniu a obținut de nouă ori titlul de laureat la Concursul de creație „Crizantema de aur”.
În 1968 la Opera Națională Română s-a organizat o seară de balet Gershwin, în cadrul căreia Dan Mizrahi a susținut partea solistică a pieselor Preludii și Rhapsody in blue.
La sfârșitul anului 1997 și începutul lui 1998 a întreprins un turneu de conferințe-concert la colegii și universități din șase state din SUA, incluzând orașe importante, ca New York și Washington, D.C..
În lunga sa carieră, Dan Mizrahi a cântat Rhapsody in Blue, în varianta cu orchestră, de aproape 200 de ori, iar Concertul în fa l-a cântat de peste 100 de ori, acestora alăturându-li-se Rapsodia a II-a și Variațiunile simfonice "I Got Rhythm" în cadrul Integralei lucrărilor pentru pian și orchestră de George Gershwin, editată pe disc compact în anul 2002.
În anul 2005 și-a lansat cartea autobiografică „Așa a fost.”
Dan Mizrahi a încetat din viață la vârsta de 84 de ani, la Spitalul Elias din București.

Înmormântarea a avut loc pe data de 26 februarie 2010 la Cimitirul Evreiesc de Rit Sefard de la Bellu.

## Distincții
- Premiul Criticii Muzicale Mihail Jora, 1997[5]
- Premiul Iosif Sava pentru întreaga activitate artistică decernat de Federația Comunităților Evreiești din România, 2003[5]
- Ordinul Meritul Cultural în grad de Comandor, Categoria B - "Muzică", în semn de apreciere a talentului muzical deosebit care a dus la realizarea unor lucrări componistice de certă valoare, pentru promovarea muzicii românești pe plan internațional, 2004[8]
- Premiul Haim și Sara Ianculvici la Haifa[5].

## Scrieri
- Mizrahy, Dan (2005). Așa a fost. București: Editura Hasefer. ISBN 973-630-085-4.; Reeditare 2009, cuvânt înainte de Grigore Constantinescu ISBN 978-973-630-200-8